# Melanephia vola
Melanephia vola là một loài bướm đêm trong họ Noctuidae.